# Virginie Viard
Virginie Viard (ur. 1962 w Dijon) – francuska projektantka mody; dyrektor kreatywna domu mody Chanel od 2019 do 2024.

## Życiorys
Virginie Viard urodziła się w 1962 r. w Dijon w Burgundii. Dorastała w Lyonie. Jej dziadkowie pracowali przy produkcji jedwabiu.
Viard studiowała projektowanie kostiumów, a po zdobyciu dyplomu została asystentką kostiumograf Dominique Borg. Pracowała wówczas m.in. przy strojach do filmu Camille Claudel. Stworzyła także kostiumy do filmów Krzysztofa Kieślowskiego: Trzy kolory. Niebieski, Trzy kolory. Biały.
W 1987 Viard rozpoczęła staż w domu mody Chanel, współpracując z Karlem Lagerfeldem. Wspólnie z nim przeszła do domu mody Chloé w 1992, a następnie 5 lat później powrócili do Chanel. Viard zajęła stanowisko koordynator kolekcji haute couture. W 2000 projektantka została dyrektor kolekcji haute couture, ready-to-wear i akcesoriów.
Virginie Viard przez ponad 30 lat była uznawana za tzw. prawa rękę Karla Lagerfelda. Po jego śmierci w 2019, przejęła stanowisko dyrektor kreatywnej domu mody Chanel. W czerwcu 2024 zdecydowała odejść z przedsiębiorstwa.